# Bobi Wine
Robert Kyagulanyi Ssentamu (12 de fevereiro de 1982), conhecido pelo nome artístico de Bobi Wine, é um político, cantor e ator de Uganda. Ele é um ex-membro do Parlamento pelo distrito eleitoral leste do condado de Kyadondo, no distrito de Wakiso, na região central de Uganda. É também líder do partido político Plataforma de Unidade Nacional. Em junho de 2019, ele anunciou sua candidatura às eleições presidenciais de 2021 em Ugand . Participou das eleições de 2021, nas quais, segundo resultados oficiais, perdeu para o titular Yoweri Kaguta Museveni, embora acuse o ganhador de fraude eleitoral.
Em 14 de dezembro de 2021, foi colocado em prisão domiciliária pelo Governo de Uganda, apesar de não reconhecer e alegar ser ilegítima e ilegal sua prisão. Posteriormente, acabou sendo autorizado a viajar para o exterior, onde divulgou por meio de um documentário a corrupção envolvida nas eleições de 2021. Ao regressar ao Uganda, em 5 de outubro de 2023, foi novamente preso.

## Primeiros anos e educação
Kyagulanyi nasceu no Hospital Nkozi, hospital no qual sua mãe trabalhava como parteira. Bobi cresceu na favela de Kamwokya, no nordeste de Kampala, capital de Uganda.
Kyagulanyi frequentou a Kitante Hill School, onde obteve seu Certificado de Educação de Uganda em 1996, bem como a Escola Secundária Sênior Kololo, onde obteve seu Certificado de Educação Avançada de Uganda em 1998. Posteriormente frequentou a Universidade Makerere em Kampala, onde estudou música, dança e teatro, graduando-se em 2003. Em 2016, Kyagulanyi voltou à universidade para cursar bacharelado em Direito na Universidade Internacional da África Oriental.

## Carreira no entretenimento

### Carreira musical
Kyagulanyi começou sua carreira musical no início dos anos 2000 e adotou o nome artístico BobiRob, semelhante ao seu nome cristão, Robert, e inspirando-se em Bob Marley, que também se chamava Robert. Mais tarde, ele adaptou o nome artístico para Bobi Wine. Seus primeiros singles "Akagoma", "Funtula" e "Sunda" (com participação de Ziggy D) trouxeram-lhe sucesso e reconhecimento na cena musical de Uganda. Sua música tem sido caracterizada como kidandali, reggae, dancehall e afrobeat, muitas vezes com uma mensagem socialmente consciente. Ele foi o líder do grupo musical Fire Base Crew até sua dissolução. Fundou então um novo grupo conhecido como Ghetto Republic of Uganja. Ao longo de sua carreira musical, lançou mais de 70 músicas em 15 anos.
Em 2016, sua música "Kiwani" fez parte da trilha sonora do filme da Disney Queen of Katwe.

### O Bobi Wine Edutainment

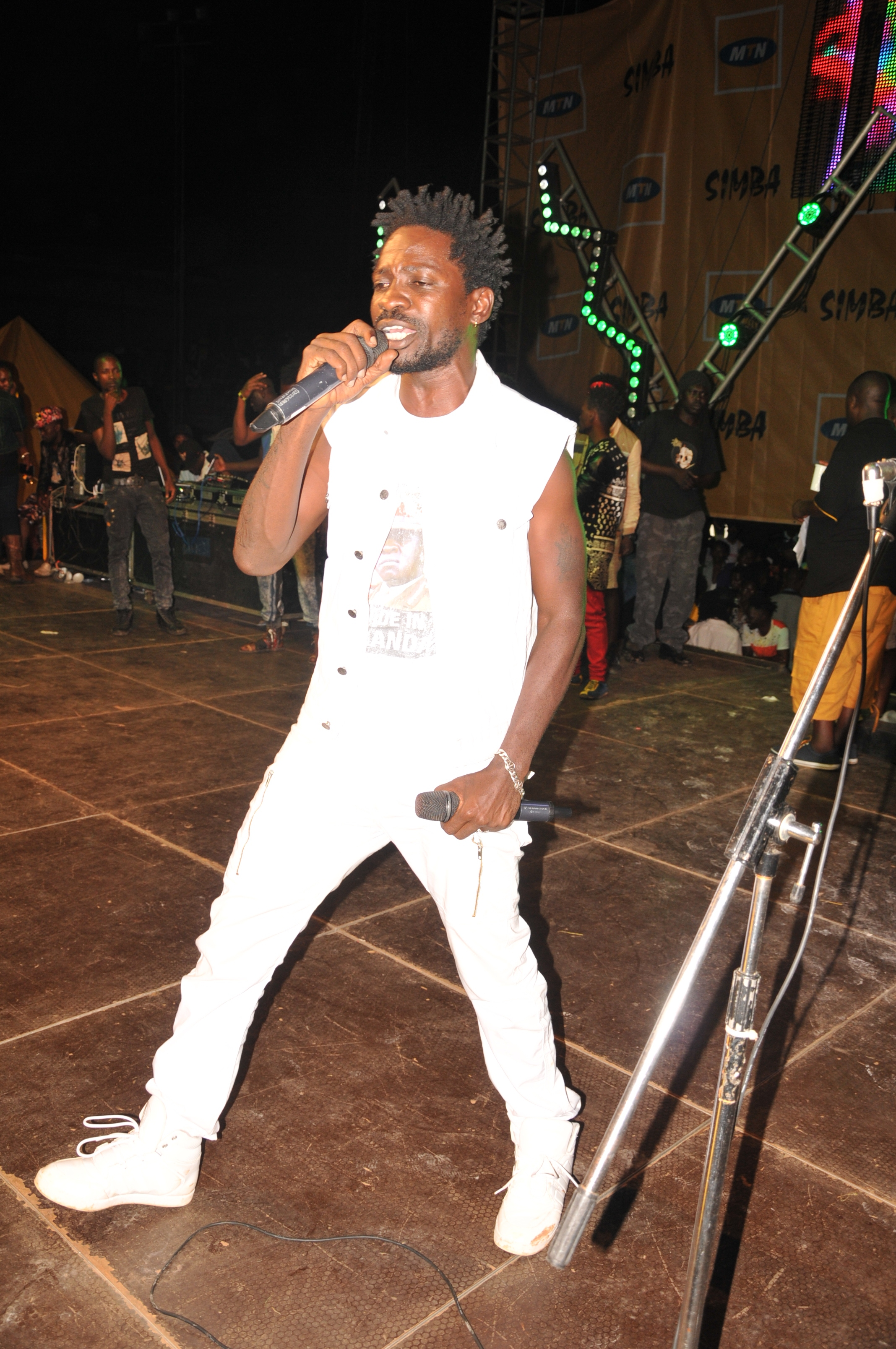
Bobi Wine

Wine desenvolveu um gênero musical que visava abordar temas políticos e humanitários em 2006, que se propunha a divertir e ao mesmo tempo transmite mensagens educativas, especialmente para os moradores desfavorecidos dos subúrbios de Kampala, incluindo o Ghetto. Algumas obras notáveis incluem "Ghetto" (com Nubian Li), "Obuyonjo", "Obululu Tebutwala", "Time Bomb", dentre outras.
As mensagens contidas nestes projetos musicais destinavam-se tipicamente aos políticos, instando-os a agir em prol dos desfavorecidos e das populações marginalizadas, bem como encorajando os cidadãos comuns a serem mais responsáveis nas suas comunidades. Os tópicos abrangidos incluem higiene, saúde materna, gravidez infantil, casamentos infantis, violência doméstica e AIDS/SIDA.
A música de Wine ressoou fortemente no público, valendo-lhe o apelido de "Presidente do Gueto" e ajudando-o a estabelecer uma posição de destaque na política de Uganda mais tarde em sua carreira.

### Carreira cinematográfica
Kyagulanyi também é ator de cinema, estrelando principalmente filmes locais de Uganda. Em 2010, ele foi escalado para o filme dramático de Cleopatra Koheirwe, Yogera. Em 2015, ele foi escalado como protagonista do filme Situka com Hellen Lukoma. Ele também trabalhou em vários outros filmes, incluindo Divizionz.
Na televisão, Bobi Wine teve seu próprio reality show chamado The Ghetto President.
Ele aparece no documentário de 2023 Bobi Wine: The People's President, dirigido por Moses Bwayo e Christopher Sharp. Foi filmado ao longo de cinco anos e segue Wine e sua esposa na campanha que leva às eleições presidenciais de 2021. O documentário foi indicado para Melhor Documentário em Longa Metragem no Oscar de 2024.

## Carreira política
Em abril de 2017, Kyagulanyi anunciou sua candidatura ao parlamento em uma eleição suplementar para o distrito eleitoral leste do condado de Kyadondo. A sua campanha de caminhada de porta em porta, falando com a população, atraiu a atenção tanto no Uganda como no exterior. Ele venceu a disputa por ampla margem, derrotando dois candidatos experientes: Sitenda Sebalu, do partido governante Movimento de Resistência Nacional (NRM), e Apollo Kantinti, do principal partido da oposição, Fórum para a Mudança Democrática (FDC).
Em 2018, Kyagulanyi ganhou fama crescente, defendendo as vitórias na maioria das eleições parciais dos candidatos para os quais fez campanha, derrotando assim os candidatos do NRM e da FDC.

### Incidente pré-eleitoral de Arua
Em 14 de agosto de 2018, apoiadores do candidato independente ao parlamento, Kassiano Wadri, alegadamente obstruíram e atacaram o comboio do presidente Museveni na cidade de Arua, no norte, perto de Gulu . A carreata de Museveni teria sido apedrejada, levando a confrontos entre as forças de segurança e os manifestantes. Mais tarde, Kyagulanyi, um crítico ferrenho de Museveni, revelou através de uma publicação nas redes sociais que a polícia tinha disparado intencionalmente contra o seu veículo, matando o seu motorista. Kyagulanyi endossou a candidatura de Wadri contra o candidato oficial pró-Museveni em Arua. Museveni culpabilizou publicamente Kyagulanyi pelo incidente.
Kyagulanyi foi preso em 15 de agosto de 2018 por acusações de posse ilegal de armas de fogo e incitação à violência, sendo levado a um tribunal militar e acusado no dia seguinte. O jornal britânico The Times noticiou que Kyagulanyi parecia ter sido espancado antes de comparecer ao tribunal. O Lorde-Prefeito de Kampala, Erias Lukwago, um advogado que representou deputados detidos, disse que Kyagulanyi se encontrava num estado de saúde preocupante e precisava de cuidados médicos urgentes. O governo negou repetidamente as acusações de tortura. O líder da oposição ugandesa, Kizza Besigye, convocou uma conferência de imprensa, onde exigiu a libertação imediata do deputado.
Com o crescimento dos protestos populares no Uganda exigindo a libertação de Kyagulanyi e as discussões acaloradas no Parlamento de Uganda, o Ministério Público de Uganda retirou as acusações apresentadas durante a segunda aparição de Kyagulanyi perante o Tribunal Marcial Geral em Gulu, em 23 de agosto de 2018. A acusação indicou que iria prosseguir com possíveis acusações num tribunal civil para um possível julgamento do deputado. Após a libertação, Kyagulanyi foi preso novamente e acusado de traição num tribunal civil. Em setembro de 2018, Kyagulanyi foi libertado sob fiança e viajou para os Estados Unidos para tratamento médico dos ferimentos que supostamente recebeu sob custódia. O governo do Uganda proibiu os seus apoiadores de se reunirem no dia da sua libertação e no dia do seu retorno dos Estados Unidos. Ele finalmente se dirigiu aos seus apoiadores em uma reunião fora de sua casa após seu retorno a Uganda em 20 de setembro de 2018.
Em agosto de 2019, Kyagulanyi foi acusado de "intenção de alarmar, irritar ou ridicularizar" o presidente Museveni pelo seu papel no incidente de Arua no ano anterior. As acusações surgiram um dia após a morte de Ziggy Wine, um colega músico ugandense e crítico ferrenho de Museveni, que foi sequestrado e torturado por agressores desconhecidos.

### Eleições presidenciais de 2021
Em 24 de julho de 2019, Kyagulanyi anunciou formalmente sua candidatura para concorrer à presidência nas eleições gerais de 2021. Em 22 de julho de 2020, ele anunciou que havia aderido ao partido Plataforma de Unidade Nacional, sendo eleito seu presidente e porta-bandeira presidencial nas próximas eleições gerais de fevereiro de 2021. Kyagulanyi foi formalmente nomeado para concorrer ao cargo mais alto do executivo federal em 3 de novembro de 2020. Pouco depois da sua nomeação, Kyagulanyi foi preso pelos militares de Uganda.
Em 6 de Novembro de 2020, lançou o seu manifesto de campanha em Mbarara (oeste de Uganda) depois de agentes estatais isolarem os escritórios do seu partido NUP, impedindo-o de lançar o manifesto a partir daí, conforme planeado.
Em 18 de Novembro de 2020, Kyagulanyi foi detido no distrito de Luuka (leste de Uganda) e preso na esquadra da polícia de Nalufenya, em Jinja, durante 3 dias. De acordo com o jornal Daily Monitor, “a polícia acusou o Sr. Kyagulanyi de ter mais de 200 apoiadores a mais do que o recomendado para conter uma maior propagação da Covid-19”.
A sua detenção foi recebida por manifestações generalizadas por todo o país, principalmente em partes de Kampala, Masaka, Jinja, Mukono, Mbale e Wakiso. Embora a polícia de Uganda alegasse que apenas 54 pessoas foram mortas, ativistas dos direitos humanos estimaram o número em mais de 100 assassinados e vários outros feridos.
Mais de 2.000 pessoas foram encarceradas durante os protestos subsequentes.
O guarda-costas de Kyagulanyi, Francis Senteza, foi morto em 27 de dezembro de 2020, após ser atropelado por um caminhão da polícia militar. Ele foi atacado enquanto ajudava a transportar um jornalista gravemente ferido por gás lacrimogêneo durante um confronto anterior entre a polícia e um grupo de apoiadores de Kyagulanyi. Outro jornalista também ficou ferido no incidente.
No dia 16 de janeiro, a comissão eleitoral anunciou que Museveni foi reeleito com 58,6% dos votos. Kyagulanyi recusou-se a aceitar os resultados, alegando que a eleição foi a mais fraudulenta da história do Uganda.
Kyagulanyi foi colocado em prisão domiciliária em 15 de Janeiro, pouco depois de ter votado nas eleições presidenciais. Os militares cercaram a sua casa e não deixaram ninguém entrar ou sair durante vários dias, apesar de Kyagulanyi alegar que tinha ficado sem comida. A embaixadora dos EUA no Uganda, Natalie E. Brown, não foi autorizada a visitá-lo ou a deixar-lhe comida porque os militares bloquearam o comboio. Kyagulanyi foi libertado em 26 de janeiro, depois de o Supremo Tribunal do Uganda ter ordenado às forças de segurança que acabassem com a prisão domiciliária. Em 1 de fevereiro, Kyagulanyi contestou as eleições de 2021 em tribunal, mas posteriormente ordenou aos seus advogados que retirassem o caso alegando parcialidade dos juízes, depois de terem sido vistas fotos do presidente do tribunal com o presidente Museveni, que era a parte correspondente no processo.

## Controvérsias
Kyagulanyi costuma falar abertamente sobre questões políticas e sociais em Uganda, gerando alguma controvérsia. Até janeiro de 2019, ele teve uma rivalidade de longa data com o músico ugandês Bebe Cool, que cantou em apoio ao presidente Museveni e ao NRM, enquanto Kyagulanyi apoiou os interesses da oposição.
Em julho de 2014, foi anunciado que Kyagulanyi se apresentaria no Reino Unido no ''The Drum Arts Centre'' em Birmingham e no ''Troxy'' em Londres. Isso levou a pedidos de cancelamento das apresentações por causa de suas letras expressando opiniões contra a homossexualidade. Ambos os locais cancelaram posteriormente as apresentações de Kyagulanyi. Numa conversa no Twitter em maio de 2016 com o ULC Monastery LGBTI, um grupo cristão americano que promove a tolerância para com a comunidade LGBT, Kyagulanyi sugeriu que se tinha afastado dos seus comentários homofóbicos anteriores, mas não declarou especificamente que as suas opiniões sobre a homossexualidade tinham mudado.
Em Abril de 2016, quando a única máquina de radioterapia de Uganda em Mulago avariou, Kyagulanyi assumiu uma posição de liderança, numa indignação pública generalizada face à lenta resposta oficial, e publicou uma crítica à forma como o governo lida com os cuidados de saúde pública, desafiando os líderes do país a fazerem melhor uso dos impostos dos cidadãos.
Quando o governo de Uganda desligou as mídias sociais durante as eleições de 2016, Kyagulanyi usou uma rede privada virtual (VPN) para postar suas críticas ao desligamento das comunicações em sua página do Facebook, ao mesmo tempo em que apontou que o governo continuou a usar as mídias sociais durante o desligamento. Kyagulanyi foi posteriormente escolhido como palestrante para falar sobre liberdade de expressão no Dia Mundial da Liberdade de Imprensa em Kampala, em maio de 2016. Em março de 2016, ele defendeu o direito dos seus rivais artísticos de expressar opiniões que ele mesmo não concordava.

## Vida pessoal
Enquanto estudava na Universidade Makerere, Kyagulanyi conheceu sua esposa, Barbara Itungo, que na época era aluna S6 na Escola Secundária Sênior para Meninas de Bweranyangi. O casamento deles ocorreu em agosto de 2011, após dez anos de relacionamento. Eles têm quatro filhos. Kyagulanyi e a sua família residem na aldeia de Magere, distrito de Wakiso, onde ele garante que "vão juntos cavar e obter comida, sempre que podemos. Faço isso porque quero que aprendam a viver uma vida normal, não como filhos de uma celebridade."
Em 10 de fevereiro de 2015, o pai de Kyagulanyi morreu após uma longa batalha contra o diabetes. A vigília e o enterro atraíram centenas de pessoas em luto, incluindo funcionários do governo e outras celebridades. Um mês depois, Kyagulanyi lançou a música "Paradiso", que carrega a mensagem de valorizar os pais enquanto eles ainda estão vivos.
A história de Kyagulanyi foi abordada em um documentário de 2022 intitulado Bobi Wine: The People's President, que foi indicado para Melhor Longa-Metragem Documentário no 96º Oscar.

## Reconhecimentos

### Outras homenagens
- Personalidade do Ano da Africanews de 2018[67]
- Pensadores globais da Foreign Policy de 2019[68]
- Prêmio Humanitário Internacional Rainbow/PUSH de 2019[69]
- Prêmio Liberdade África da Fundação Friedrich Naumann de 2019[70]
- 2021 Bobi Wine foi anunciado como Melhor Artista Empreendedor pelo Janzi Awards
- 2022 Juntamente com o produtor Ronie Matovu, Humphrey Nabimanya e Bryan Morel Publications, Bobi Wine foi premiado no prêmio Forty Under 40 Africa em Accra, Gana.

## Discografia
Discografia adaptada do Spotify.

### Álbuns
- 2015: Bobi Wange
- 2015: Hosana
- 2015: Kansubize
- 2015: Ontábira
- 2015: Doce
- 2018: Kyarenga

### Singles e peças estendidas
- 2015: "Ayagala Mulaasi"
- 2017: "Freedom"
- 2018: "Kyarenga"
- 2019: "Tuliyambala Engule"
- 2020: "Corona Virus Alert"

## Filmografia
- 2008: Divisionz
- 2010: Yogera
- 2015: Situka
- 2016: Omubanda wakabaka[72]
- 2022: Bobi Wine: The People's President[73][74][75]